# فردا هیچ‌وقت نیامد
«فردا هیچ‌وقت نیامد» (انگلیسی: Tomorrow Never Came) ترانه‌ای از خواننده-ترانه‌سرای آمریکایی لانا دل ری با حضور شان لنون برای پنجمین آلبوم استودیویی‌اش شهوت برای زندگی (۲۰۱۷) است. این ترانه در ۲۱ ژوئیه ۲۰۱۷ توسط اینترسکوپ و پالیدور رکوردز منتشر شد. دل ری به صورت مشترک این ترانه را با شان لنون و ریک نوولز نوشت و تهیه کرد.